# Ивен
Ивен (њем. Iven) општина је у њемачкој савезној држави Мекленбург-Западна Померанија. Једно је од 89 општинских средишта округа Остфорпомерн. Према процјени из 2010. у општини је живјело 203 становника. Посједује регионалну шифру (AGS) 13059033.

## Географски и демографски подаци
Ивен се налази у савезној држави Мекленбург-Западна Померанија у округу Остфорпомерн. Општина се налази на надморској висини од 14 метара. Површина општине износи 15,8 km². У самом мјесту је, према процјени из 2010. године, живјело 203 становника. Просјечна густина становништва износи 13 становника/km².